# Xeremétievka (Omsk)
|  | Per a altres significats, vegeu «Xeremétievka». |

Xeremétievka (en rus: Шереметьевка) és un poble de l'óblast d'Omsk, a Rússia, que en el cens del 2010 tenia 356 habitants. Pertany al districte rural de Mariànovka.